# 杜卡旺
杜卡旺又譯作圖岡，是緬甸克欽族的政治人物與牧師，現任反政變的緬甸國家團結政府自然資源暨環境部部長。

## 生平
杜卡旺生於緬甸克欽邦的Jinghpaw部落，其父曾參與二戰後的克钦族第一步枪队（1st Kachin Rifles），後來全家遷至莫岡鎮區的Mayan村，其父被控資助克欽獨立軍而被捕，關押於密支那監獄，全家遂移居該城。
1988年杜卡旺就讀密支那學院（屬曼德勒大學），主修植物學，期間曾領導克欽文學與文化小組，發行克欽語雜誌年刊。大學畢業後他於緬甸神學研究所獲神學碩士學位，在密支那Shatapru的浸禮教會擔任牧師。
杜卡旺因反對軍方制定的2008年憲法而受到政府監視，2010年左右他逃亡至泰國，於孔敬大學獲鄉村發展管理碩士，並進一步成為社會科學的博士候選人，2013年參加在日本京都舉辦的國際地理聯合會地區研討會，發表關於緬甸民主化與民族問題的研究，並兼職擔任講師。2017年他參加美國堪薩斯州中央浸礼会神学院與緬甸神學研究所合辦的教牧學博士學程，2019年獲和平學博士學位。
2020年杜卡旺擔任環境保護組織「伊洛瓦底」的協調員，與數十個公民組織共同發表公開信，反對中國在克欽邦建設密松水電站。2021年4月21日，反軍事政變的緬甸國家團結政府成立，杜卡旺獲提名擔任該政府的自然資源暨環境部部長。